# Carex jaluensis
Espèce
Classification phylogénétique
Carex jaluensis est une espèce des plantes du genre Carex et de la famille des Cyperaceae.